# (10545) Källunge
(10545) Källunge (1992 EQ9) – planetoida z pasa głównego asteroid okrążająca Słońce w ciągu 3,34 lat w średniej odległości 2,24 j.a. Została odkryta 2 marca 1992 roku.